# Diadegma novaezealandiae
Diadegma novaezealandiae is een insect dat behoort tot de orde vliesvleugeligen (Hymenoptera) en de familie van de gewone sluipwespen (Ichneumonidae). De wetenschappelijke naam van de soort werd voor het eerst geldig gepubliceerd door Azidah, Fitton & Quicke in 2000.